# 764 (Netzwerk)
764 ist ein dezentralisiertes, international operierendes Online-Sextortion-Netzwerk, welches ideologisch einem satanischen, nihilistischem und akzelerationistischen Terrornetzwerk namens Order of Nine Angles nahesteht. Es ging im Jahr 2021 aus dem CVLT-Netzwerk hervor. 
Das 764-Netzwerk wird in Medienberichten häufig als satanistisch, nationalsozialistisch oder rechtsextrem beschrieben, was jedoch nur in Teilen zutreffend ist, da sich Mitglieder von 764 häufig nur die entsprechende Symbolik zu eigen machen und als primär sadistisch motiviert beschrieben werden.

## Geschichte
764 wurde im Jahr 2021 von Bradley Chance Cadenhead gegründet und wird vom Justizministerium der Vereinigten Staaten und dem FBI als Terrororganisation eingestuft. Es ist in erster Linie auf Discord und Telegram, teilweise auch auf den Videospiel-Plattformen Roblox und Minecraft aktiv. Die Mitglieder des Netzwerks sind in systematischen sexuellen, körperlichen und psychischen Missbrauch von Minderjährigen durch Sextortion und andere Praktiken involviert, verbreiten kinderpornografisches Material und Gewaltdarstellungen. Opfer werden aus der Zielgruppe der 9- bis 17-Jährigen ausgewählt, bevorzugt Kinder aus marginalisierten Kontexten oder solche mit psychischen Erkrankungen.

### Gründung durch Bradley Chance Cadenhead
Der damals 15 Jahre alte Schulabbrecher Bradley Chance Cadenhead (Alias: „Felix“) lernte auf einem Discord-Server namens CVLT Techniken der Ausbeutung Minderjähriger und der Sextortion und gründete daraufhin im Jahr 2021 das Netzwerk 764. Im Onlinespiel Minecraft lernte Cadenhead eine unbekannte Person kennen, die ihn beim Aufbau von 764 unterstützte.
Es ließ sich nachzeichnen, dass Cadenhead in der Schulzeit gemobbt worden war. Ein Klassenkamerad bezeichnete ihn als „leichtes Opfer“. In seinen frühen Teenager-Jahren habe Cadenhead mehrere Zusammenbrüche erlitten und sei isoliert gewesen. Bewährungshelfern gegenüber erklärte er, dass er sich um nichts mehr gekümmert habe und sich nach dem Schulabbruch im Alter von 15 Jahren in sein Zimmer zurückgezogen habe. Er gründete das Onlinenetzwerk und benannte es nach der Postleitzahl seines Wohnortes Stephenville (Texas).
Cadenhead war als Schüler vielfach auffällig geworden. Bekannt ist, dass Cadenhead bereits im Alter von zehn Jahren im Internet von grafischen Inhalten fasziniert war, die Mord und Folter zeigten. Durch seinen stellvertretenden Schulleiter wurden die Behörden  auf Cadenhead aufmerksam gemacht. In der Folge wurde wegen terroristischer Drohungen ermittelt. Trotz Disziplinarmaßnahmen nutzte Cadenhead weiterhin schuleigene Computer, um Bilder von Amokläufen zu zeichnen.

### Festnahme von Bradley Chance Cadenhead
Obwohl Cadenheads Diskord-Konten regelmäßig nach ca. einem Tag gesperrt wurden, legte er immer wieder neue Konten an. Ein Sprecher von Discord Inc. erklärte gegenüber der Washington Post (WSP), dass das firmeneigene Moderationssystem hauptsächlich auf Meldungen von Nutzern basiere. Sobald man von illegalen Aktivitäten Kenntnis erhalten habe, habe man Konten von Cadenhead gesperrt. Der Sprecher gab Sorge vor Racheakten durch 764-Mitglieder an und bat die WSP um Anonymität.
Nach einer Hausdurchsuchung am 25. August 2021 wurde Bradley Chance Cadenhead im Alter von 16 Jahren verhaftet und am 16. Mai 2023 im Alter von 17 Jahren wegen des Besitzes kinderpornografischer Dateien schuldig gesprochen. Er verbüßt aktuell eine Haftstrafe von 80 Jahren in der Haftanstalt Estelle in Huntsville, Texas.
Cadenheads Verhaltenstherapeut äußerte in der Gerichtsverhandlung die Einschätzung, dass sein Mandant psychologische Betreuung benötige und keine Haftstrafe. Der Richter, der nach Sichtung der Videobeweise von Cadenheads Computer die sieben Todsünden aufgezählt hatte, erklärte jedoch an Cadenhead gerichtet:

„There is something horribly wrong with you, (...) Horribly.“

### Festnahmen von Schlüsselmitgliedern des 764-Netzwerkes
Am 29. April 2025 berichtete das US-Justizministerium von der Verhaftung von zwei Schlüsselmitgliedern einer 764-Untergruppe. Der 20-jährige US-Amerikaner Prasan Nepal (alias „Trippy“) wurde am 22. April 2025 in North Carolina verhaftet, der 21-jährige US-Amerikaner Leonidas Varagiannis (alias „War“) wurde am 28. April 2025 in Griechenland festgenommen. Gegen Varagiannis wurde ein internationaler Haftbefehl verhängt und eine Auslieferung in die USA beantragt, wogegen sich Varagiannis mit der Begründung zu wehren versucht, dass aufgrund seines griechischen Wohnsitzes griechische Behörden für die Strafverfolgung zuständig seien.
Laut Angaben des US-Justizministeriums wurde den beiden Tatverdächtigen vorgeworfen, auf einem verschlüsselten Messenger nicht nur eine 764-Untergruppe geleitet zu haben, sondern darüber hinaus auch an der Herstellung und Verbreitung von kinderpornografischem Material federführend beteiligt gewesen zu sein. Dafür rekrutierten sie einerseits Gruppenmitglieder und erstellten außerdem eine Anleitung zur Herstellung von entsprechendem Material, erklärte der FBI-Direktor Kash Patel. Bei einer Verurteilung in den USA drohen Varagiannis und Nepal laut dem US-Verteidigungsministerium lebenslange Freiheitsstrafen.
Laut dem Global Network on Extremism & Technology (GNET) galt das 764-Netzwerk nach Festnahme von Cadenhead und weiteren Schlüsselakteuren als offiziell aufgelöst. Es ließ sich eine Aufsplitterung des Netzwerkes in Untergruppen wie 676, CVLT, Court, Kaskar, Harm Nation, Leak Society und H3ll nachzeichnen. Das GNET sieht hierbei eine personelle Kontinuität und geht davon aus, dass das 764-Netzwerk in Form dieser Splittergruppen als Netzwerk weiterhin fortbesteht.

## Ideologische Einflüsse

### Community („Com“)
Das 764-Netzwerk wird als Teil eines übergeordneten Netzwerks betrachtet, das als Community (kurz: „Com“) bezeichnet wird. Dabei handelt es sich um ein Netzwerk aus gewaltverherrlichenden und kriminellen Untergruppen, die unterschiedliche ideologische Strömungen widerspiegeln. Das verbindende Element ist nach Angaben des Bundeskriminalamtes Sextortion und Missbrauch Minderjähriger.
In wenigen Medienberichten wird das 764-Netzwerk vereinfacht als Neonazi-Gruppierung bezeichnet, wohingegen andere Darstellungen die sadistische und nihilistische Natur der Taten und die sadistische Gesinnung benennen. Auch das US-Justizministerium sprach in einer Presseerklärung von einer „Neonazi“-Gruppierung. In der Fachliteratur wird jedoch betont, dass bei den Netzwerken weniger politische Motive als vielmehr Nihilismus, Sadismus und extremistischer Akzelerationismus bestimmende Elemente sind. Weder das 764-Netzwerk, noch O9A sind rein weiße Bewegungen. Es handelt sich vielmehr um transnationale Communities weltweit.
Den Medienunternehmen WIRED, Der Spiegel, Recorder und The Washington Post wurde ein Datensatz mit 3 Millionen Nachrichten aus 50 Com-Online-Gruppen zugespielt. Die meisten Chat-Gruppen waren auf Discord und Telegram aktiv, wobei auch Aktivitäten auf Instagram, SoundCloud und Roblox nachgezeichent werden konnten.

### Ideologische Verbindungen des 764-Netzwerkes zu ähnlichen Netzwerken
Laut der Anti Defamation League weisen zwar einige Mitglieder des 764-Netzwerkes eine extremistische Geisteshaltung auf, dennoch gehe man davon aus, dass die Gewalttaten vielmehr durch den Wunsch um Anerkennung und Einfluss in dem 764-Netzwerk motiviert seien, als durch ideologische oder politische Überzeugungen.
Diese Einschätzung teilt auch der Journalist Roman Höfer, welcher erklärte, dass das 764-Netzwerk ein „eher loses Netzwerk ohne klassische Hierarchien“ sei und dass das Ansehen in der Gruppe mit der Brutalität der begangenen Taten steige:

„Das ganze Netzwerk kann man sozusagen als Selbstradikalisierungsspirale für Menschen mit vielleicht soziopathischen oder psychopathischen Tendenzen verstehen.“

In der Organisation der eher lose vernetzten Mitglieder spielen unterschiedliche ideologische Einflüsse eine Rolle:

#### CVLT
Laut Europol sind die Kernprinzipien des CVLT-Netzwerks Nihilismus, Pädophilie und Neonazismus.
In dem 2025 veröffentlichten Bericht „The changing DNA of serious and organised crime“ über Einflüsse von Internet und Künstlicher Intelligenz auf die Organisierte Kriminalität bezichnete Europol CVLT als „gewalttätigen, extremistischen Kindermissbrauchsring“. CVLT wurde als Teil eines größeren Netzwerks gewälttätiger Extremisten beschrieben, welche in Kindesmissbrauch involviert seien.
Am 5. Februar 2025 berichtete die US-amerikanische Immigrationsbehörde von der Verhaftung von zwei Anführern von CVLT, gegen zwei weitere Anführer würde ebenfalls Klage erhoben, diese säßen jedoch bereits in Gefängnissen. Den vier Personen wurde vorgeworfen, mindestens in den Jahren von 2019 bis 2022 das CVLT-Netzwerk als Anführer und Administratoren betrieben zu haben.
Der französische Staatsbürger indischer Abstammung Rohan Sandeep Rane saß bereits wegen der Ausbeutung Minderjähriger in französischer Haft. Der als brillianter Student der Wirtschaftswissenschaften beschriebene Rane hatte Medienberichten zufolge 12 minderjährige Online-„Sklavinnen“ gehalten. Er gründete den CVLT-Discord-Server, um dort über Faschismus und Nationalsozialismus zu diskutieren. Laut Medienberichten gab Rane außerdem an, dass er einen Ort schaffen wollte, an dem man seinen Hass auf Juden und Muslime äußern könne. Auf dem Forum schlossen sich ca. 150 Personen zusammen, die die Ermittler bisher noch nicht identifizieren konnten.
Opfer des CVLT-netzwerkes wurden zu erniedrigenden Handlungen, wie Trinken des eigenen Urins, Essen der eigenen Haare, Fansigning und Selbstverletzung gezwungen. Darüber hinaus wurden die Opfer durch Sextortion zur Herstellung von kinderpornographischem Material gezwungen.
Das 764-Netzwerk übernahm die Methoden des CVLT-Netzwerkes und erweiterte das Sextorting um weitere Methoden des Missbrauchs wie Nötigung zur Tiermisshandlung und zu Selbstverletzung.

#### Order of Nine Angles (O9A)
Der Order of Nine Angles wurde 1970 von einer Person gegründet, die unter dem Pseudonym „Anton Long“ auftrat. Die Bewegung wird als Geheimorganisation einer fluiden, neureligiösen Bewegung betrachtet und kombiniert Elemente aus Okkultismus, Satanismus und Mystizysmus. Während die Bewegung in den 90er und 2000er Jahren wenig Aktivität verzeichnete, bildete sich ab 2008 eine größere Onlinepräsenz.
Auch wenn eine Nähe zum Nationalsozialismus und Rechtsextremismus augenscheinlich wirkt, wäre eine solche Beschreibung nicht zutreffend. Die Ideologie der O9A vertritt vielmehr eine grundsätzliche Amoralität und Lehren, die darauf abzielen, moralische und gesellschaftliche Normen zu „überwinden“.
Ein Ableger von O9A ist der National Socialist Order of Nine Angles (NSO9A). NSO9A wird als Ausdruck ideologischen Einflusses von O9A innerhalb der Atomwaffendivision betrachtet. Die Atomwaffendivision verkündete im Jahr 2020 ihre Auflösung, bestand jedoch als National Socialist Order (NSO) fort, aus dem die NSO9A hervorging. Die NSO9A veröffentlichte Videoaufnahmen von terroristischen Aktivitäten des Maniac Murder Cult (M. K. Y.) und gilt damit als erste nordamerikanische Gruppierung, welche Propagandamaterial des M. K. Y. verbreitete.

#### Maniac Murder Cult (M.K.Y.)
Der Maniac Murder Cult wurde durch Egor Krasnov in Dnipro (Ukraine) gegründet und verlagerte seine Aktivitäten in der Folge über die Ukraine hinaus nach Russland. Das Netzwerk trat insbesondere mit der Ermordung von Obdachlosen in Erscheinung. Bis zu seiner Verhaftung galt der georgische Staatsbürger Mikhail Chkhikvishvili als selbsternannter Führer des Netzwerkes. Erste Videos im Stile des M. K. Y. wurden ab dem Jahr 2018 auf 2chan veröffentlicht.
Das M. K. Y. Netzwerk wird als gewalttätiges, akzelerationistisches und neonazistisches Netzwerk beschrieben, dessen Opfer insbesondere ethische Minderheiten, Obdachlose, psychisch Erkrankte und weitere vulnerable Gruppen seien. Dies hänge neben ideologischen Erwägungen auch damit zusammen, dass Taten gegen diese Bevölkerungsgruppen mutmaßlich weniger intensive Ermittlungen zur Folge hätten.
In von M. K. Y. veröffentlichten Manifesten bezieht sich das Netzwerk primär auf den Nationalsozialismus und theistischen Satanismus, darüber hinaus aber auch auf Esoterik, die Thule-Gesellschaft, Misanthropie und auf spezielle esoterische Lehren, wie sie von dem Order of the Nine Angels propagiert werden. Hierbei wird häufig auf den Tempel ov Blood Bezug genommen, einen Arm der des Orders of the Nine Angels, dessen Ziel eine Verrohung seiner Mitglieder durch grafische Darstellung von Kindesmissbrauch, sexueller und körperlicher Gewalt ist, um die Mitglieder zu terroristischen Taten zu verleiten.
Die Propagandamaterialien der Gruppierung bedienen sich am Kunststil eines Neofaschisten, der als Dark Foreigner bekannt ist. Es wird jedoch beobachtet, dass die Akteure innerhalb des M. K. Y. sich primär den gewaltsamen Lehren und der Ästhetik der Ideologien widmen, ohne sich jedoch tiefergehend mit den Ideologien selbst zu beschäftigen.
Das 764-Netzwerk verkündete eine „Partnerschaft“ mit dem M. K. Y.

#### No Lives Matter (NLM)
Die Ideologie von No Lives Matter (NLM) lässt sich als nihilistisch, akzelerationistisch und terroristisch beschreiben. NLM wirbt für Morde, Massenmorde und andere verbrecherische Handlungen und fordert Mitglieder zu Selbstverletzung und Missbrauch von Tieren auf. Das Ziel der NLM sei eine Abschaffung aller gesellschaftlichen Standards.
Im April 2024 distanzierte sich NLM von dem 764-Netzwerk und erklärte, dass man eine Ideologie vertrete, der 764 folgen sollte. Die bisherige Allianz sei gestört durch die Verbindungen von 764 zu Satanismus und Pädophilie. Seit der Abwendung von 764 schärfte NLM seine ideologische Ausrichtung nach und tritt nun als misantrophisches Netzwerk auf, das weiterhin Morde befürwortet.

## Methoden und Opfer
Das Ziel der Täter ist es, in den Besitz von kompromittierenden Daten der Opfer zu gelangen. Häufig handelt es sich hierbei um Nacktbilder, wobei die Täter auf verschiedene Mittel (Hacken, Sextortion, Erpressung) zurückgreifen, um in den Besitz der Daten zu kommen. Diese werden anschließend zur Erpressung genutzt. Einige Opfer werden unter anderem zur Selbstverletzung gezwungen. Es sind Fälle bekannt, in denen Kinder dazu gebracht wurden, den Online-Nicknamen seines Peinigers in die Haut zu ritzen. Andere Kinder wurden dazu gebracht, ihren Kopf in der Toilette zu spülen, ihre Haustiere zu foltern und zu töten, ihre Geschwister anzugreifen, sich umzubringen oder Amokläufe zu begehen. Mehrere Fälle von versuchtem oder vollendetem Suizid unter den Opfern sind bekannt, wobei der Suizid teilweise durch die Täter bewusst herbeigeführt wurde.
Das Bundeskriminalamt warnte vor den manipulativen Methoden der Täter. Ein kanadisches Opfer der 764 erklärte, dass sie das Gefühl hatte, von den Tätern geliebt zu werden und beschrieb das emotionale Abhängigkeitsverhältnis, das die Täter schafften, wie folgt::

„Ich war eine verlorene Seele und fand Gelassenheit und Trost in der Vertrautheit des Missbrauchs.“

Als Motiv der Täter wird Sadismus und Misanthropie genannt, allerdings wurden durch Erpressung erlangte kinderpornographische Medien auch im Darknet verkauft.

## Einschätzung des FBI (2023)
Am 12. September 2023 warnte das FBI vor dem 764-Netzwerk, erläuterte Methoden der Täter und gab Empfehlungen heraus, wie Eltern den Missbrauch erkennen und darauf reagieren können.

### Zielgruppe der Täter
Das FBI gab als Zielgruppe des Netzwerkes Minderjährige im Alter von acht bis siebzehn Jahren an. Außerdem stünden Angehörige der LGBTQ+ Community, Angehörige ethnischer Minderheiten und psychisch Erkrankte mit Depression und Suizidalität im Fokus der Täter.

### Allgemeine Verhaltensregeln
Das FBI empfiehlt neben einer allgemeinen Datensparsamkeit, Kinder bei der Internetnutzung für Gefahren zu sensibilisieren sowie bei der Veröffentlichung persönlicher Fotos, Videos und personenbezogener Daten Vorsicht walten zu lassen. Auch harmlose Daten können von böswilligen Akteuren für kriminelle Handlungen genutzt werden.

### Verhaltensänderung der Opfer
Mit der psychischen und physischen Erniedrigung der Opfer gehen laut FBI häufig spezifische Verhaltensänderungen einher, auf die das Umfeld der Kinder achten sollte. Diese Verhaltensänderungen können Hinweise auf Selbstverletzung oder Suizidalität sein:
- Plötzliche Verhaltensänderungen, wie z. B. Rückzug, Stimmungsschwankungen oder Reizbarkeit
- Plötzliche Veränderungen des Aussehens, insbesondere Vernachlässigung des Aussehens
- Veränderungen der Ess- oder Schlafgewohnheiten
- Sie brechen ihre Aktivitäten ab und werden immer isolierter und zurückgezogener
- Narben, oft in Mustern
- Selbstverletzendes Verhalten wie frische Schnitte, Kratzer, Blutergüsse, Bissspuren, Verbrennungen oder andere Wunden
- Fansigning: Einschneiden von Wörtern oder Symbolen auf der Haut
- Sie tragen bei heißem Wetter lange Ärmel oder Hosen
- Mit Selbstmord drohen und offen über den Tod sprechen, sich nicht gewollt oder gebraucht fühlen oder geistige Abwesenheit

## Strafverfolgung
Im Januar 2025 gab Europol eine Warnung vor kultartigen Online-Netzwerken mit Verbindungen zu schwersten gegen Minderjährige gerichtete Straftaten heraus.
Viele Mitglieder der 764 werden nicht erst aktenkundig, wenn sie schwerste Straftaten begehen, sondern fallen schon früher auf, etwa durch Hinweise auf geplante Amokläufe oder Verhaltensauffälligkeiten.
Der Cyberkriminologe Thomas-Gabriel Rüdiger erklärte, dass die Täter Teil von Netzwerken seien, die im „globalen digitalen Raum“ agierten. Dem stünden nationale und föderale Ermittlungsbehörden gegenüber, welche auch durch Ermittlungen gegen einzelne Mitglieder nicht „erschüttert“ werden. Rüdiger plädierte für eine stärkere Präsenz von Sicherheitsbehörden im digitalen Raum.

### Deutschland

#### White Tiger
In Deutschland erhielt das 764-Netzwerk öffentliche Aufmerksamkeit, als am 17. Juni 2025 ein 20 Jahre alter deutsch-iranischer Mann aus dem Hamburger Stadtteil Marienthal festgenommen wurde. Shahriar J., der im Internet als „White Tiger“ auftrat, wurde vorgeworfen, aus sadistischen und sexuell motivierten Beweggründen eine 13-jährige US-Amerikanerin gezielt in den Suizid getrieben zu haben und dasselbe bei einer 15-jährige Kanadierin versucht zu haben. Chatprotokolle aus einem rechtsextremen Telegramkanal legen eine rechtsextreme und judenfeindliche Gesinnung des Täters nahe.
Laut deutschen Medienberichten seien der Festnahme des Beschuldigten monatelange Ermittlungen vorausgegangen. Eine Sonderkomission mit dem Namen „Mantacore“  wurde eingerichtet. Anfangs berichteten die Ermittlungsbehörden von 100 Straftaten und acht Opfern, von denen drei aus Deutschland und die restlichen aus Finnland, Kanada und den USA stammten. Die Anzahl der schweren Straftaten, die dem Täter vorgeworfen werden, wuchs auf mindestens 120.

##### Stockende Ermittlungen
Ein FBI-Beamter äußerte sich frustriert über die Arbeit der Hamburger Staatsanwaltschaft:

„Es hat uns verrückt gemacht, dass wir ihnen all diese Beweismittel geliefert haben und er trotzdem nicht festgenommen wurde.“

Das amerikanische National Center for Missing & Explited Children war auf Shahriar J. aufmerksam geworden und hatte dem Bundeskriminalamt bereits im Jahr 2021 einen 40-seitigen Bericht über „White Tiger“ und seine Mitgliedschaft im 764-Netzwerk übergeben. Das Landeskriminalamt nahm Ermittlungen auf und identifizierte den Inhaber der IP-Adresse. Im November 2021 wurde Shahriar J. vom LKA Hamburg vernommen. Bekannt war zu dem Zeitpunkt der Besitz von „jugendpornografischen Schriften“ und die Bestärkung suizidaler Gedanken bei Jugendlichen.
Bereits zwei Tage nach dem Verhör setzte Shahriar J. seine Online-Aktivitäten im 764-Netzwerk fort, sein Verhalten habe sich auch im Anschluss nicht geändert. Das Ermittlungsverfahren wurde dennoch wegen Geringfügigkeit eingestellt. In Medienberichten wird gemutmaßt, dass die Staatsanwaltschaft das Ausmaß der Taten unterschätzt haben könnte.
Im Herbst 2022 wurde der Fall „White Tiger“ auf einer in Den Haag stattfindenden Konferenz von Europol thematisiert. FBI-Beamte berichteten über ihre Ermittlungen zum 764-Netzwerk. Das BKA informierte die Behörden in Hamburg über die neuen Erkenntnisse zu Shahriar J.
Im Februar 2023 berichteten FBI-Agenten bei einem Arbeitstreffen in Hamburg Beamten des LKA und des BKA erneut von Shahriar J. Dieser habe einen amerikanischen Jungen in den Suizid getrieben. Hierbeit handelte es sich laut Medienberichten um den 13-jährigen schwer depressiven Piper Jay T. aus Gig Harbor (Washington). Laut Medienberichten soll Shahriar J. auch eine zwölfjährige Finnin erfolglos zum Suizid gedrängt haben. Um sich aus dem manipulativen Abhängigkeitsverhältnis zu befreien, lieferte sie White Tiger ein neues Opfer, Piper Jay T., den sie in einem Suizidforum kennenlernte. Sie leitete ihm eine Suizidanleitung weiter und vermittelte ihn an das 764-Netzwerk. In einem Livestream bestärkte White Tiger den Jungen in seiner suizidalen Absicht und forderte ihn auf, sich für den Suizid zu entkleiden. Das Opfer nahm sich in der Folge in einem Livestream vor laufender Kamera das Leben. Laut dem FBI-Agenten Pat McMonigle seien im März 2023 ein Videomitschnitt des Suizids und relevante Chats an die Hamburger Behörden übersandt worden, woraufhin in Deutschland erneut Ermittlungen gegen Shahriar J. aufgenommen wurden.
Im September 2023 fand die erste Hausdurchsuchung bei Shahriar J. statt, in deren Rahmen 13 TB Daten sichergestellt worden konnten. Neben 80.000 Bildern wurden auch 127 Stunden Videomaterial sichergestellt, das neben Kinderpornografie auch Tierquälerei, Hinrichtungen und Sodomie umfassen soll. Nach ca. 12 Monaten, am 17. September 2024, lag das forensische IT-Gutachten vor. Man hatte auf Datenträgern Anleitungen zum Bombenbau und für Terroranschläge gefunden und Chatverläufe, in denen Shahriar J. Tötungsabsicht äußerte, jedoch erklärte, nicht ins Gefängnis gehen zu wollen.
Am 23. Mai 2025 wurde Haftbefehl gegen Shahriar J. erlassen. Am 17. Juni 2025 wurde White Tiger schließlich durch ein Sondereinsatzkommando an seiner Wohnadresse festgenommen und in die Justizvollzugsanstalt Hahnöfersand in Isolationshaft verbracht.
Die Staatsanwaltschaft Hamburg erklärte, dass man im Jahr 2021 die Hintergründe und die Bedeutung der Chatverläufe nicht korrekt gedeutet habe und dass man heute mit dem Wissen über 764 anders agieren würde. LKA-Chef Jan Hieber erklärte, dass man Abläufe in Ermittlungsverfahren in Zukunft dynamisieren wolle.

### Großbritannien
Am 26. März 2024 wurde der 18-jährige Cameron Finnigan unter Anwendung von britischen Antiterrorgesetzen in West Sussex verhaftet. Ihm wurde in der Klageschrfit vom 2. April 2024 vorgeworfen, nach einer Anleitung der Gruppierung 764 den Mord an einem Obdachlosen geplant zu haben. Bei ihm wurden neben einer Mordanleitung auch kinderpornografisches Material gefunden.

### Rumänien
2022 ermordete ein deutscher Jugendlicher eine rumänische Seniorin, nachdem er bereits zuvor erfolglos versucht hatte, einen Mann zu ermorden. Beide Taten filmte der Täter und stellte die Videos online. Nach dem vollendeten Mord wurde der Täter verhaftet. Es wird vermutet, dass er im Kontakt mit dem 764-Netzwerk gestandet hat, da er an die Wand seines Zimmers neben rechtsradikalen Symbolen die Zahlenfolge 764 geschrieben hatte. Medienberichten zufolge war der Täter als „Tobbz“ Mitglied von Sextorting-Gruppen gewesen. Für den Mord wurde der Täter zu einer Haftstrafe von 14 Jahren und 500.000 € Schadensersatz verurteilt.

### Schweden
Im September 2024 wurde ein 14 Jahre alter Täter in Schweden unter dem Vorwurf verhaftet, bei zwei Attacken Senioren mit einem Messer angegriffen und Videos von den Taten in Chatgruppen veröffentlicht zu haben. Es ließ sich nachzeichnen, dass der Täter, der als „Slain“ in Chatgruppen auftrat, nicht nur Administrator einer 764-Untergruppe war, sondern darüber hinaus eine NLM-Gruppierung leitete.
Der 14-Jährige wurde wie folgt zitiert:

„Beim Terror geht es nicht um das Alter. Es ist uns egal, ob ihr uns Weicheier nennt, weil wir einen alten Menschen verletzt haben.“

Im Laufe der Ermittlungen wurden Hinweise auf mindestens sechs weitere Taten gefunden, die sich in derselben Gegend ereignet hatten und ebenfalls auf Video aufgezeichnet wurden. Der Täter wurde wegen versuchten Mordes schuldig gesprochen und zur Zahlung von 250.000 Kronen an eines der Opfer verpflichtet.

### Vereinigte Staaten von Amerika
Laut Medienberichten wurden im Mai 2025 ca. 250 Ermittlungsverfahren mit Bezug zum 764-Netzwerk in den USA geführt.
Der Leiter der Abteilung für Terrorismusbekämpfung des FBI, David Scott, der viele der Ermittlungen gegen das 764-Netzwerk leitet, erklärte, dass man beim FBI gewöhnt sei, in Abgründe zu blicken, die Ermittlungen zum 764-Netzwerk jedoch förderten Dinge zu Tage, die zu dem schlimmsten gehörten, was man beim FBI zu sehen bekäme.
Der Täter des 2025 begangenen Antioch-High-School-Amoklaufes soll laut Anti-Defamation League mit Gruppen wie O9A und 764 in Kontakt gestanden haben.

## Haftung von Plattformbetreibern
Strafverfolgungsbehörden und Betroffene äußerten vielfach, dass Plattformbetreiber in der Verantwortung seien, entschiedener gegen Gefahren für minderjährige Nutzer vorzugehen.

### Roblox
Während Roblox bereits seit 2023 einige Inhalte und Funktionen für Nutzer unter 17 Jahren sperrte, implementierte  das Unternehmen im November Sicherheitsmaßnahmen weitere Kontrollfunktionen wie eine automatisierte Chatkontrolle und eine Einschränkung der Nutzung der Chatfunktion für minderjährige Nutzer. Im Juli 2025 wurde eine Prüfung des Alters mittels Gesichtsscan eingeführt.
Im August 2025 erhob der Generalstaatsanwalt des Staates Lousiana Klage gegen die Spieleplattform Roblox und warf der Plattform vor, grundlegenden Sicherheitskontrollen wie Altersüberprüfung oder Bestätigung der elterlichen Erlaubnis über Jahre hinweg missachtet zu haben. Roblox habe Umsatz und Gewinn über die Sicherheit von Kindern gestellt und damit  wissentlich die systematische sexuelle Ausbeutung und den Missbrauch von Kindern ermöglicht und erleichtert. Roblox wies die Vorwürfe zurück und verwies auf  strenge Sicherheitsvorkehrungen, welche man getroffen habe.

## Dokumentationen
- Bradley Cadenhead, Felix and 764 (IMDb, 2023)
- Enthüllung 764: Auf der Spur eines extremistischen „Kults“ von Online-Tätern (The Fifth Estate, 2025)
- 764: The Darkest Corner of the Web, the New Documentary about Online Grooming and Abuse by Researcher Bx. (IMDb)